# لی ناک-یون
لی ناک-یون (انگلیسی: Lee Nak-yon؛ زادهٔ ۲۰ دسامبر ۱۹۵۱) سیاست‌مدار اهل کره جنوبی است. وی از ۳۱ مه ۲۰۱۷ تا ۱۴ ژانویه ۲۰۲۰ نخست‌وزیر این کشور بود.